# سريش أباد
سريش أباد (بالفارسية: سریش‌آباد) هي مدينة تقع في إيران في كردستان. يقدر عدد سكانها بـ 6,563 نسمة .

## أعلام
- محمد رضا رحيمي